# Overture to the Merry Wives of Windsor
Overture to The Merry Wives of Windsor est un court métrage américain produit par Johnny Green et sorti en 1953.
Il a remporté l'Oscar du meilleur court métrage en prises de vues réelles en 1954.

## Synopsis
Le film montre le MGM Symphony Orchestra sous la direction de Johnny Green interprétant l'ouverture de l'opéra Les Joyeuses Commères de Windsor (Die lustigen Weiber von Windsor) d'Otto Nicolai.

## Fiche technique
- Producteur : Johnny Green
- Production : Metro-Goldwyn-Mayer
- Lieu de tournage :  Metro-Goldwyn-Mayer Studios
- Son :  4-Track Stereo (Western Electric Sound System)
- Durée : 9 minutes
- Dates de sortie : 
  - 22 décembre 1953 (Hollywood)
  - 15 janvier 1954 ( États-Unis)

## Distribution
- Johnny Green : lui-même